# 埃里克·加塞蒂
埃里克·迈克尔·加塞蒂（英語：Eric Michael Garcetti，1971年2月4日—），美國政治人物，曾任洛杉矶市长。

## 生平
曾任洛杉矶市议会代表第13区的议员，并在2006年至2012年间担任议会主席。于2013年7月1日就任洛杉矶市长。

## 家庭
其父亲为前洛杉矶县地区检察官Gil Garcetti，有墨西哥，意大利血统，母亲Sukey Roth为俄罗斯及犹太血统。